# Phylloxylon spinosa
Phylloxylon spinosa é uma espécie vegetal da família Fabaceae.
Apenas pode ser encontrada no Madagáscar.